# Жан-Франсуа Тіріар
Жан-Франсуа Тіріар (фр. Jean-François Thiriart, 22 березня 1922, в Брюсселі — 23 листопада 1992, там же), часто відомий як Жан Тіріар — бельгійський ультраправий політичний теоретик.
Походив з лівого середовища, під час Другої світової війни він був колабораціоністом із нацистським Третім Райхом, через що згодом відбував ув'язнення. У 1960-х він заснував і керував транснаціональним рухом Jeune Europe (Молода Європа). Він був теоретиком європейського націонал-комунізму — синтезу революційного націоналізму та загальноєвропейського націоналізму, форми революційного націоналізму, транспонованого до масштабів Європи як унітарної держави.